# Bo Hopkins

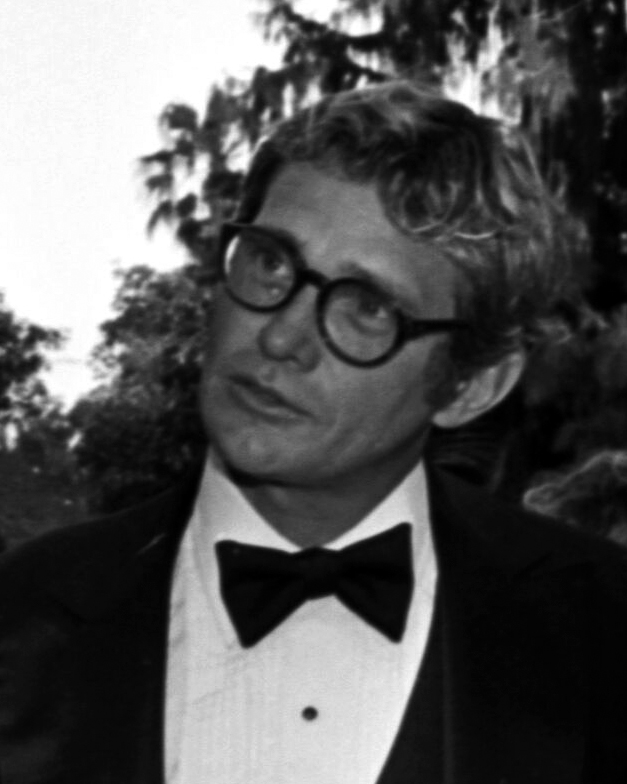
Bo Hopkins, 1981

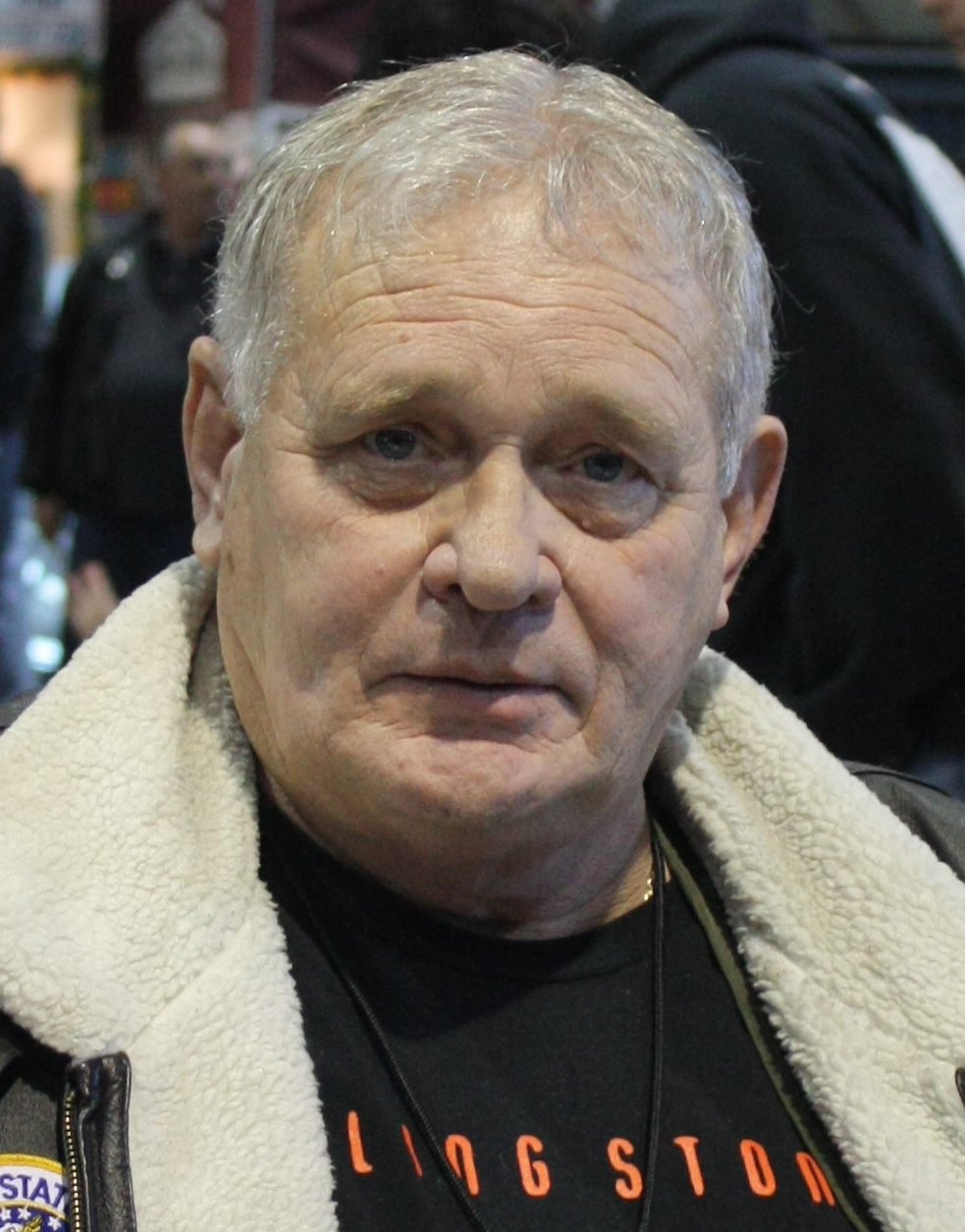
Bo Hopkins, 2009

Bo Hopkins (* 2. Februar 1938 als William Mauldin Hopkins in Greenville, South Carolina; † 28. Mai 2022 in Los Angeles, Kalifornien) war ein US-amerikanischer Schauspieler.

## Leben
Hopkins wurde 1938 in Greenville, South Carolina, geboren. Sein Vater arbeitete in einer Mühle und seine Mutter kümmerte sich als Hausfrau um die Kinder. Als Bo Hopkins neun Jahre alt war, starb sein Vater, sodass er von Mutter und Großmutter aufgezogen wurde. Mit 16 ging er zum Militär, danach kehrte er in seine Heimat zurück und wurde Schauspieler an Provinztheatern. Die Hauptrolle in dem Stück Tea House in the August Moon brachte ihm ein Stipendium ein. Er änderte seinen Namen von William Hopkins in Bo Hopkins, angelehnt an die Rolle, die er im Theaterstück Bus Stop spielte. Hopkins wollte seine Ambitionen als Schauspieler verwirklichen und ging nach New York. Angewidert vom Großstadtrummel, kehrte er jedoch schnell wieder nach Hause zurück. Dann ging er nach Hollywood, wo er ein Stipendium für die Schauspielschule der Desilu Studios bekam.
Seinen ersten Fernsehauftritt hatte er 1968 in der Andy Griffith Show. Danach folgten Auftritte in verschiedenen Serien wie zum Beispiel Die Leute von der Shiloh Ranch und Rauchende Colts. Regisseur Sam Peckinpah sah Hopkins in dem Stück The Picnic und engagierte ihn für The Wild Bunch – Sie kannten kein Gesetz. Während der Dreharbeiten freundete er sich mit William Holden an, der sein Mentor wurde. Auch mit Peckinpah blieb er in Kontakt und spielte in drei weiteren seiner Filme mit.
Auch nach seinen Auftritten in den Western von Peckinpah wurde Hopkins häufig in raubeinigen Rollen – etwa als Redneck – eingesetzt. Er arbeitete mit Sean Penn, Steve McQueen und Jean Simmons und den Regisseuren Oliver Stone, Stanley Kramer und George Lucas. In den Filmklassikern American Graffiti und 12 Uhr nachts – Midnight Express hatte er markante Nebenrollen. Gelegentlich erhielt Hopkins auch Hauptrollen, so 1993 in Maggie Greenwalds vielbeachtetem Independent-Western Little Jo – Eine Frau unter Wölfen. Im Fernsehen spielte er unter anderem die Rolle des Matthew Blaisdel in 17 Folgen der Fernsehserie Der Denver-Clan. 1994 wurde er mit dem Golden Boot Award für sein Lebenswerk ausgezeichnet.
Der Film Heißes Spiel in Las Vegas (2003) war Hopkins erste Arbeit als Produzent. Er musste hartnäckig um die Verfilmungsrechte für das Drehbuch kämpfen, was schließlich zweieinhalb Jahre dauerte. Ab den 2000er-Jahren stand er seltener vor der Kamera. Sein schauspielerisches Schaffen für Film und Fernsehen umfasst mehr als 125 Produktionen. Zuletzt war Hopkins 2020 in dem Film Hillbilly-Elegie zu sehen.
Bo Hopkins starb am 28. Mai 2022 mit 84 Jahren im Valley Presbyterian Hospital in Van Nuys, Los Angeles, nachdem er zuvor am 9. Mai einen Herzinfarkt erlitten hatte. Er war von 1959 bis zur Scheidung 1962 mit Norma Woodle, später von 1989 bis zu seinem Tod mit Sian Eleanor Green verheiratet. Aus beiden Ehen hatte Hopkins jeweils ein Kind.

## Filmografie (Auswahl)
- 1969: The Wild Bunch – Sie kannten kein Gesetz (The Wild Bunch)
- 1969: Alarmstart für Geschwader Braddock (The Thousand Plane Raid)
- 1969: Die Brücke von Remagen (The Bridge at Remagen)
- 1970: Whisky brutal (The Moonshine War)
- 1970: Macho Callahan (Macho Callahan)
- 1970: Monte Walsh
- 1972: Greenhorn (The Culpepper Cattle Co.)
- 1972: Getaway (The Getaway)
- 1973: American Graffiti
- 1973: Der Tiger hetzt die Meute (White Lightning)
- 1973: Der Mann, der die Katzen tanzen ließ (The Man Who Loved Cat Dancing)
- 1975: Deep River (The Runaway Barge)
- 1975: Der Tag der Heuschrecke (The Day of the Locust)
- 1975: Männer des Gesetzes (Posse)
- 1975: Die Gangsterschlacht von Kansas City (The Kansas City Massacre)
- 1975: Die Killer-Elite (The Killer Elite)
- 1976: Jagdzeit in Texas (A Small Town in Texas)
- 1977: Der Polyp – Die Bestie mit den Todesarmen (Tentacoli)
- 1978: 12 Uhr nachts – Midnight Express (Midnight Express)
- 1978: Detektiv Rockford – Anruf genügt (Anwälte und andere Menschen)
- 1979: Drei Engel für Charlie (Charlie’s Angels, Fernsehserie, Folge 4x01 Abenteuer in der Karibik)
- 1979: The Party is over… Die Fortsetzung von American Graffiti (More American Graffiti)
- 1979: Der letzte Coup der Dalton Gang (The Last Ride of the Dalton Gang)
- 1981–1987: Der Denver-Clan (Dynasty, Fernsehserie, 17 Folgen)
- 1983: Der einsame Kampf der Sarah Bowman (Ghost Dancing)
- 1983: Sweet Sixteen – Blutiges Inferno (Sweet 16)
- 1984: Mutant II (Night Shadows)
- 1985: Agentin mit Herz (Scarecrow and Mrs. King, Fernsehserie, Folge Ein zielbewusster Profi)
- 1985–1992: Mord ist ihr Hobby (Murder, She Wrote, Fernsehserie, zwei Folgen)
- 1986: Ein Colt für alle Fälle (The Fall Guy, Fernsehserie, Folge 5x11 Alte Liebe rostet nicht)
- 1986: Entscheidung am Long Hill (Louis L’Amour’s Down the Long Hills)
- 1989: Der Jaguar (President’s Target)
- 1989: The Bounty Hunter
- 1990: Tigerman (The Final Alliance)
- 1991: Der Klan der Vampire (Blood Ties)
- 1992: Der ganz normale Wahnsinn (Inside Monkey Zetterland)
- 1993: Little Jo – Eine Frau unter Wölfen (The Ballad of Little Jo)
- 1993: Wolf Mountain (The Legend of Wolf Mountain)
- 1994: Die Todesliste (The Feminine Touch)
- 1994: Radioland Murders – Wahnsinn auf Sendung (Radioland Murders)
- 1995: Countdown des Schreckens (OP Center)
- 1996: Kansas – Weites Land (Shaughnessy)
- 1997: U-Turn – Kein Weg zurück (U Turn)
- 1997: Die Leiche im Kofferraum (Painted Hero)
- 1998: Phantoms
- 1999: From Dusk Till Dawn 2 – Texas Blood Money (From Dusk Till Dawn 2: Texas Blood Money)
- 1999: Time Served – Hölle hinter Gittern (Time Serves)
- 2000: Südlich des Himmels – Westlich der Hölle (South of Heaven, West of Hell)
- 2001: Ring of Fire – Raging Bull (Cowboy Up)
- 2003: Heißes Spiel in Las Vegas (Shade; auch Produzent)
- 2013: A Little Christmas Business
- 2020: Hillbilly-Elegie (Hillbilly Elegy)